# 鹿野軍勝
鹿野 軍勝（かの ぐんかつ）は、日本の元外交官。コロンビア、バチカン大使。

## 経歴
- 宮城県大崎市出身。宮城県古川高等学校から東京大学法学部を卒業後、外務省に入省。コロンビア[1]、バチカン大使を務める[2]。
- 2017年11月3日、瑞宝中綬章受章[2]。